# Františka Vlachová
Františka Vlachová, född 28 november 1902, död (uppgift saknas), var en tjeckoslovakisk friidrottare med kastgrenar som huvudgren. Vlachová var en pionjär inom damidrotten, hon var världsrekordhållare tjeckoslovakisk mästare och blev medaljör vid damidrottstävlingen tredje Monte Carlospelen 1923 i Monaco.

## Biografi
Františka Vlachová föddes 1902 i dåvarande Tjeckoslovakien. I ungdomstiden blev hon intresserad av friidrott, senare gick hon med i idrottsföreningen "SS Třebíč"  i Třebíč i södra Tjeckoslovakien. Hon tävlade främst i kulstötning och spjutkastning men även i löpgrenar och hoppgrenar.
1922 deltog Vlachová vid den första ordinarie Damolympiaden 1922 (Ženské světové hry v Paříži) 20 augusti i Paris dock utan att nå medaljplats.
1923 deltog hon vid de tredje Monte Carlospelen i Monaco, under idrottsspelen vann hon bronsmedalj i kulstötning (tvåhands) med 16,11 meter efter Marie Mejzlíková I och Florence Hurren.
Den 26 augusti 1923 satte Vlachová världsrekord (inofficiellt) i spjutkastning med 27, 30 m vid tävlingar Jihlava.
Senare samma år deltog hon vid sina första tjeckoslovakiska mästerskap (Mistrovství ČSR) den 7 oktober i Prag, hon tog guldmedalj i häcklöpning  75 meter och silvermedaljer i höjdhopp, kulstötning (3,6 kg, tvåhands) och spjutkastning (800 g, tvåhands). Under året låg hon på topp-4 listan för världsårsbästa i häcklöpning.
Senare drog Vlachová sig tillbaka från tävlingslivet.